# Julien Fouchard
Julien Fouchard (Coutances, 20 agosto 1986) è un ex ciclista su strada francese.
Professionista dal 2010 al 2014, ha vinto un Tour de Bretagne.

## Carriera
Fouchard colse i primi risultati di rilievo nella categoria dilettanti nelle due stagioni corse con la Côtes d'Armor-Cyclisme, vincendo il Circuit du Morbihan, la terza tappa del Tour Nivernais Morvan e la prova riservata agli Under-23 della Chrono des Herbiers. Alla Paris-Tours Espoirs fu protagonista dell'arrivo in volata, in cui terminò terzo dietro Tony Gallopin e Romain Zingle. Nel 2009 vinse il Tour de Bretagne e terminò quarto alla Boucles de la Mayenne. Fu quindi ingaggiato come stagista dalla Cofidis, insieme a Arnaud Molmy e Benjamin Giraud, a partire dal 1º agosto 2009. L'anno successivo passò professionista con la stessa squadra francese.
Nel maggio del 2010, ha partecipato al primo Grande Giro della sua carriera, il Giro d'Italia; nel 2011 ha preso parte alla Vuelta a España e l'anno dopo al Tour de France. Dopo aver firmato un contratto biennale valido fino al termine del 2014, nel 2015 non è stato riconfermato dal team Cofidis e ha per questo dovuto lasciare l'attività professionistica.

## Palmarès
- 2007

Manche-Océan
- 2008

Circuit du Morbihan
3ª tappa Tour Nivernais Morvan (Cosne-sur-Loire > Nevers)
Chrono des Nations - Les Herbiers Vendée Under-23
- 2009

2ª tappa Circuit des Plages Vendéennes
Classifica generale Circuit des Plages Vendéennes
2ª tappa Tour de Bretagne (Treffieux > Fougères)
Classifica generale Tour de Bretagne
Grand Prix de la ville de Fougères

## Piazzamenti

### Grandi Giri
- Giro d'Italia

2010: 119º
- Tour de France

2012: 149º
- Vuelta a España

2011: 137º

### Competizioni mondiali
- Giro delle Fiandre

2014: ritirato
- Parigi-Roubaix

2010: ritirato
2012: 69º
2014: 60º